# Erik Dietman

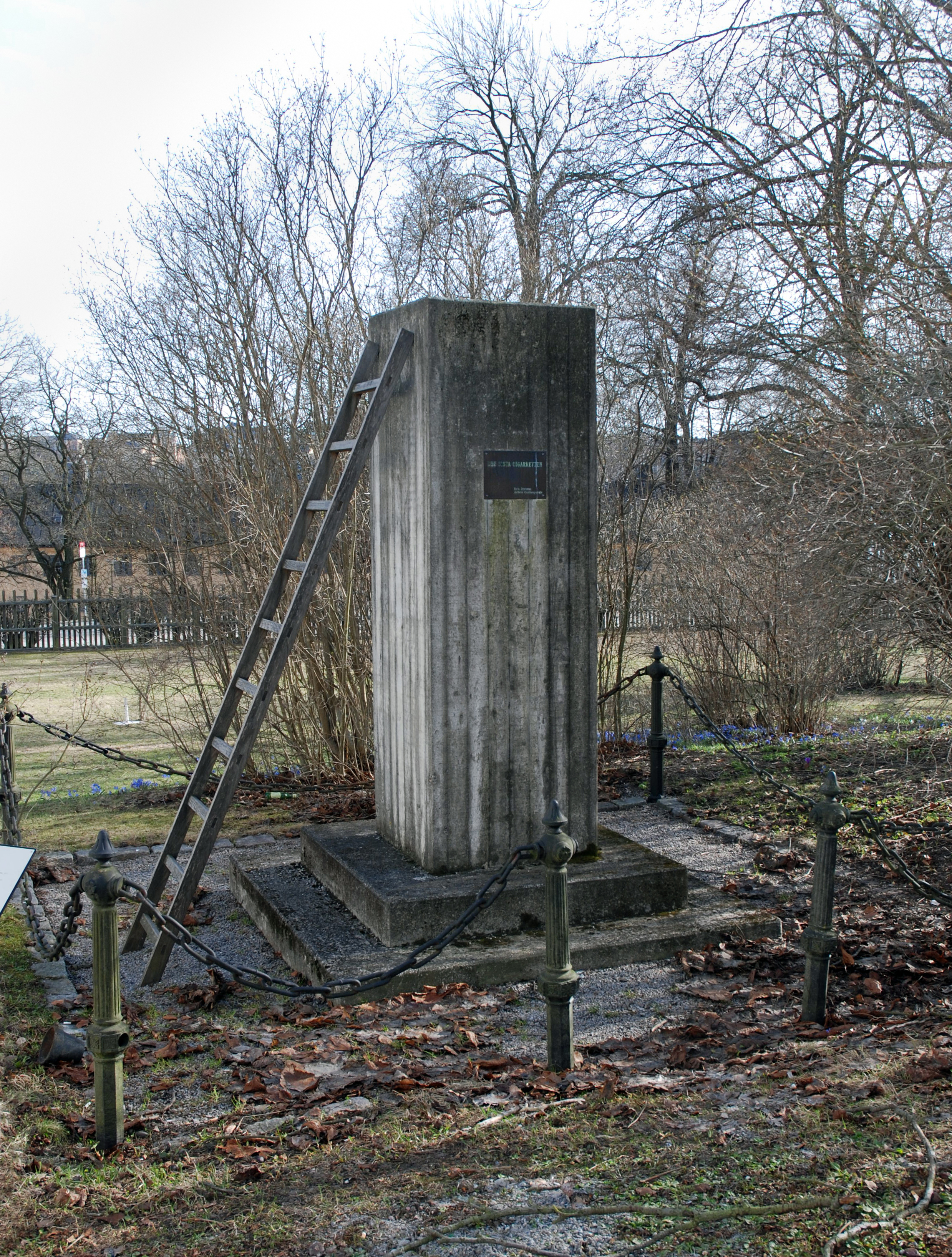
Den sista cigaretten 1975.

Erik Dietman, född 11 september 1937 i Jönköping, död 28 juni 2002 i Paris, var en svensk-fransk skulptör, målare och tecknare.

## Biografi
Erik Dietman utbildade sig en kort period på Skånska målarskolan i Malmö och flyttade till Frankrike 1959. Han deltog i en utställning första gången 1962 på Galerie Girardon i Paris och hade sin första separatutställning 1964 på Galleria Sperrone i Turin. Moderna museet hade 1987 en retrospektiv utställning, vilken också visades i Malmö, Helsingfors, Amsterdam och Lyon. 
Erik Dietman hade också en utställning på Centre Georges Pompidou i Paris 1994. Under president Jacques Chirac regeringstid fick han 1998, som förste svenske konstnär ett verk placerat i Tuilerieträdgården.
Erik Dietman var professor dels vid Académie des Beaux-Arts i Paris, dels vid Kungliga konsthögskolan i Stockholm. Han var påverkad av Marcel Duchamp och Dada-rörelsen och deltog i nya realismen och i Fluxus. Dietman finns representerad vid bland annat Nationalmuseum, Länsmuseet Gävleborg och Moderna museet i Stockholm.
Dietmans konst finns representerad på ett frimärke från Andorra (M 461) 1993. 

## Offentliga verk i urval
- L'Ami de personne, brons, 1992, Jardin des Tuileries i Paris
- Nalle-Knallarna i Värnamo
- Skulptur i stadshuset i Chinon i Frankrike
- Den sista cigaretten, 1975, i Arkitekturmuseets trädgård i på Skeppsholmen i Stockholm
- Holme vid Brønnøysund i Norge, gestaltad so en fisk, landskapskonst
- Yesterday and the Day before Today and Tomorrow, 1988, Olympiaparken i Seoul
- Jo, la belle bouillotte irlandaise baisant avec l'art modertne. Hommage à Courbet, 1998, metall, i Stadsbiblioteket i Jönköping
- Les nains diaboliques protègent les oliviers et dadaniers, 1998 skulpturparken Il Giardino di Daniel Spoerri i Italien
- Montant, 1995, Fondation Maeght i Saint-Paul-de-Vence i Frankrike
- Bossuet enfant, 2001, Fondation Maeght